# Lógica de clases
La lógica de clases analiza la proposición lógica considerando la pertenencia o no pertenencia de un elemento o individuo clasificado por poseer una determinada propiedad. Sobre esta lógica se formaliza como modelo científico la teoría matemática de conjuntos.
Por clase se entiende a una propiedad común que tienen un conjunto de posibles individuos. Nótese que la clase define una propiedad, no al individuo; lo que diferencia la lógica de clases de la lógica de predicados. El valor de verdad de la primera viene dado por la pertenencia o no pertenencia del individuo a la clase; su tabla de valores de verdad lógica se explicita como  tablas de pertenencia.
La relación entre individuo, conjunto de individuos y clase es compleja y no siempre es clara en el lenguaje. 
A veces se confunden en el lenguaje los individuos o el conjunto de individuos con la clase lógica o un Todo-lógico, distribuido o no-distribuido, como si fuera un conjunto de individuos existentes. 
Tal puede ocurrir cuando se utilizan lingüísticamente pronombres vagos como: algún, cualquiera o todos (considerando tales pronombres como sustitución de uno, uno por uno o cualquiera de todos o algunos de los posibles elementos de la clase lógica como si fueran individuos reales y existentes). Se confunde de este modo la propiedad de una clase lógica, como unidad lógica del pensamiento, con la clase natural formada por individuos; como si fuera aquella un conjunto numerable.
La clase tiene sentido aun cuando no existan individuos. Así, la clase hombre, como concepto de hombre, existe como propiedad o concepto aunque no existan los hombres. De la misma forma que existe el concepto de "caballos con alas", aun cuando no existan pegasos. Pero ni el concepto pegaso es un "pegaso" ni el concepto hombre es un "individuo humano" que pertenezca al conjunto.
Así, no es lo mismo decir: "Hs = Sócrates es un hombre" (donde atribuimos una cualidad que atañe al ser mismo de Sócrates), que decir: "S {\displaystyle \in } H = Sócrates pertenece a la clase de los hombres."
Actualmente la lógica llamada tradicional, silogística, se interpreta como lógica de clases.

## Elementos y su simbolización

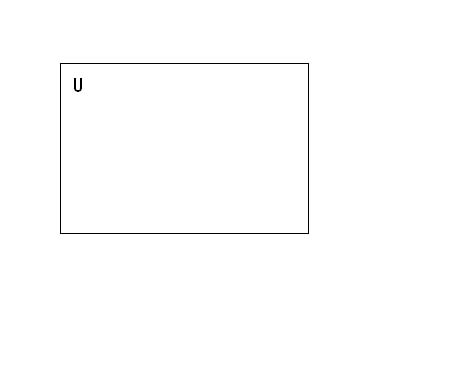
Clase universal.

- Universo: es la clase de todas las clases, de todos los elementos del universo que estemos considerando. Se la llama clase universal. U
- Clase vacía: clase que no tiene ningún elemento : Ø
- Individuos: {\displaystyle x_{2}x_{3}....x_{n}}
- Clase: conjunto de individuos que tienen una propiedad en común. Puede significarse de varias maneras:

A = ({\displaystyle x_{2}x_{3}....x_{n}}) - Por enumeración
A = (Todos los nacidos en Asturias) - Por definición de una propiedad
A = {\displaystyle \bigwedge x} ( x/ nacido en Asturias) - Por un función proposicional cuantificada
- Pertenencia: {\displaystyle \in } No pertenencia: {\displaystyle \notin }
- Generalizador: {\displaystyle \bigwedge x} Todo x.
- Particularizador: {\displaystyle \bigvee x} Algún x
- Conectivas : {\displaystyle \land ,\vee ,\rightarrow ,\leftrightarrow } - Definidas de igual forma que en la lógica de enunciados relativas a la pertenencia o no pertenencia de un individuo a una clase.[6]
- La negación se define como una operación entre las clases, la clase complementaria.

### Operaciones entre las clases y su simbolización
a) Clase complementaria: clase complementaria de una clase A es la clase formada por todos los elementos que no pertenecen a esa clase A.
{\displaystyle A=\bigwedge x(x\in A)}
{\displaystyle {\bar {A}}=\bigwedge x(x\notin A)} Observemos que equivale a la negación.
b) Clase unión o unión de clases: la clase unión de dos clases A y B es la clase formada por los elementos que pertenecen a una o a otra clase.
A = {\displaystyle \bigwedge x(x\in A)}
B = {\displaystyle \bigwedge x(x\in B)}
{\displaystyle A\cup B} = {\displaystyle \bigwedge x(x\in A\lor x\in B)}
Observamos que equivale a la disyunción.
b)Intersección de clases o clase intersección: clase intersección de dos clases A y B es la clase formada por los elementos que pertenecen a una y a otra clase.
A = {\displaystyle \bigwedge x(x\in A)}
B = {\displaystyle \bigwedge x(x\in B)}
{\displaystyle A\cap B} = {\displaystyle \bigwedge x(x\in A\land x\in B)}
Observamos que equivale a la conjunción.
c)Diferencia: clase diferencia es la clase formada por los elementos de A que no pertenecen a B.
A = {\displaystyle \bigwedge x(x\in A)}
B = {\displaystyle \bigwedge x(x\in B)}
{\displaystyle A-B=A\cap {\overline {B}}} = {\displaystyle \bigwedge x(x\in A\land x\in {\overline {B}})}

### Relaciones entre las clases
a) Identidad o equivalencia: puede suceder que todos los miembros de una clase lo sean también de otra, y viceversa. Por ejemplo:
{\displaystyle A=\bigwedge x(x\in A)}; 
{\displaystyle B=\bigwedge x(x\in B)}
{\displaystyle A=B}; {\displaystyle def.\bigwedge x(x\in A\leftrightarrow x\in B)}
A = Todos los niños que tienen un año de edad.
B = Todos los niños nacidos hace un año.
Pongamos atención en que la equivalencia se refiere a la extensión de los individuos que pertenecen a la clase, pero formalmente la propiedad que la define puede ser diversa. Por ello tiene sentido decir A = B como clases diferentes, pero equivalentes.
b) Inclusión: cuando todos los miembros de una clase pertenecen a otra 
{\displaystyle A=\bigwedge x(x\in A)}; 
{\displaystyle B=\bigwedge x(x\in B)}
{\displaystyle A\subset B}; {\displaystyle def.\bigwedge x(x\in A\rightarrow x\in B)}
c) Disyunción: cuando ningún elemento de B pertenece a A, ni ningún elemento de A pertenece a B.
{\displaystyle A=\bigwedge x(x\in A)}; 
{\displaystyle B=\bigwedge x(x\in B)}
{\displaystyle A|B}; {\displaystyle def.\bigwedge x(x\in A\rightarrow x\notin B)\land (x\in B\rightarrow \notin A)}; {\displaystyle A|B=A\subset {\bar {B}}}

### Proposiciones tipo
La clásica clasificación aristotélica:
Tipo A: todos los S son P. "Todos los hombres son mortales", se interpreta como:
{\displaystyle \bigwedge x(x\in S\to x\in P)\leftrightarrow \quad S\subset P}
Tipo E: ningún S es P. "Ningún hombre es mortal", se interpreta como:
{\displaystyle \bigwedge x(x\in S\to x\notin P)} {\displaystyle \leftrightarrow } {\displaystyle S\subset {\bar {P}}}
Tipo I: algún S es P. "Algún hombre es mortal", se interpreta como
{\displaystyle \bigvee x(x\in S\land x\in P)} {\displaystyle \leftrightarrow } {\displaystyle S\cap P}
Tipo O: algún S es No-P. ´"Algún hombre no es mortal", se interpreta como
{\displaystyle \bigvee x(x\in S\land x\notin P)} {\displaystyle \leftrightarrow } {\displaystyle \lnot (S\subset P)}

### Reglas del cálculo de clases
Como leyes lógicas, es decir tautologías que se pueden comprobar mediante tablas de pertenencia, se establecen algunas reglas que resultan útiles para los algoritmos de cálculo de deducción de proposiciones:
Leyes asociativas: {\displaystyle A\cup (B\cup C)=(A\cup B)\cup C}
{\displaystyle A\cap (B\cap C)=(A\cap B)\cap C}
Leyes conmutativas: {\displaystyle A\cup B=B\cup A}
{\displaystyle A\cap B=B\cap A}
Leyes distributivas: {\displaystyle A\cup (B\cap C)=(A\cup B)\cap (A\cup C)}
{\displaystyle A\cap (B\cup C)=(A\cap B)\cup (A\cap C)}
Ley de involución: {\displaystyle A={\bar {\bar {A}}}}
Leyes de De Morgan: {\displaystyle \lnot (A\cup B)\leftrightarrow {\bar {\bar {A}}}\cap {\bar {\bar {B}}}}
{\displaystyle \lnot (A\cap B)\leftrightarrow {\bar {\bar {A}}}\cup {\bar {\bar {B}}}}
Leyes de absorción: {\displaystyle A\cup (A\cap B)=A}
{\displaystyle A\cap (A\cup B)=A}
Ley de contraposición: {\displaystyle A\subset B={\bar {B}}\subset {\bar {A}}}
Ley de la transitividad: {\displaystyle {\big [}(A\subset B)\wedge (B\subset C){\big ]}\to (A\subset C)}
Junto con estas leyes específicas se mantienen las mismas reglas del cálculo de enunciados, en las relaciones de unas proposiciones con otras.